# 조현우
조현우(趙賢祐, 1991년 9월 25일 ~ )는 대한민국의 축구 선수로 포지션은 골키퍼이며 현재 K리그1 울산 HD 소속이다.
2013년 대구 FC에 입단하면서 프로 선수 생활을 시작했으며 대구에서 7년 동안 활동했다. 대구의 선수로 있는 동안 대구의 FA컵 2018 우승에 기여했고 K리그 챌린지 베스트 골키퍼에 2번(2015, 2016), K리그1 베스트 골키퍼에 3번(2017, 2018, 2019) 선정되었다. 2020년에 4년 계약을 체결하며 울산 현대로 이적했고 울산의 K리그1 3회 우승에 기여했으며 울산 소속으로 K리그1 베스트 골키퍼에 5번(2020, 2021, 2022, 2023, 2024) 선정되었고 2008년 이운재 이후 16년 만에 K리그1 MVP를 수상한 골키퍼가 되었다.
대한민국 U-20 대표팀과 대한민국 U-23 대표팀의 선수로 활동했고 2016년 처음으로 대한민국 축구 국가대표팀에 발탁되어 세르비아와의 경기에서 A매치 첫 출전을 가졌다. 2018년 FIFA 월드컵에서 대한민국 대표팀의 주전 골키퍼로 활동했으며 독일전에서는 여럿 결정적인 선방을 선보이며 해당 경기의 최우수 선수에 선정되었다. EAFF E-1 풋볼 챔피언십에서 2번 우승했고 2018년 아시안 게임 축구 종목에 와일드카드로 참가해 아시안 게임 금메달을 획득했다.

## 어린 시절
1991년 9월 25일 서울특별시 양천구 신정동에서 두번째 자식이자 장남으로 태어났으며, 그의 아버지 조용복과 어머니는 학생 때 체조 선수로 활동했다. 초등학교 1학년이던 조현우는 1998년 프랑스 월드컵을 보던 중 김병지의 선방을 보고 골키퍼가 되기로 마음 먹었다고 한다. 이후 "월드컵을 보고 축구를 시작했기 때문에 나도 누군가의 꿈이 될 수 있다는 기대감에 설레기도 한다."라고 말하기도 했다.
2002년 초등학교 5학년이 되던 해 서울신정초등학교 축구부의 감독인 함상헌은 골키퍼가 없어서 고민하던 중 학교 운동장에서 놀고있는 아이들에게 어떤 아이가 골키퍼를 잘하냐고 물었고 아이들은 조현우를 지목했다. 당시 함상헌 감독은 테스트를 위해 몇 차례 슛을 날리며 조현우에게 막을 것을 지시했다. 조현우는 이를 막아냈고 조현우는 초등학교 5학년 때 골키퍼로 선수 생활을 시작했다. 이후 주전 골키퍼가 된 그는 전국대회에서 활동했다. 이에 함상헌 감독은 "현우가 승부차기를 막아서 이긴 경기가 한두 번이 아니었다"라고 말했다. 이후 중앙대학교사범대학부속중학교, 중앙대학교사범대학부속고등학교 축구부를 거쳤다.
중대부고에서 브라질 출신 골키퍼 코치의 훈련을 받으며 실력을 쌓은 그는 여러 대학의 입단 제의를 받았다. 하지만 그는 선문대학교 축구부를 선택했는데, "당시 골키퍼로서 경기를 가장 많이 뛸 수 있는 팀을 원했어요. 선문대는 이미 축구로 명성을 떨치고 있었고, 무엇보다 중대부고 시절 저를 이끌어 준 브라질 코치가 있어 망설임 없이 선택했습니다."라고 말했다. 대학교 1학년이었던 첫 대회였던 춘계연맹전에서 김재소 감독이 맡은 선문대학교 축구부의 준우승에 기여했다.

## 구단 경력

### 대구 FC

#### 2013 시즌
2012년에 열린 2013 K리그 드래프트에서 대구 FC의 1순위 지명을 받아 입단하였다. 1월 23일 팀은 튀르키예 안탈리아로 전지훈련을 떠났고 타흐탈르산맥을 등반하였다. 수비조율, 선방능력, 정교한 킥 등 안정적인 플레이로 좋은 평가를 받았다. 경기 초반 성남은 수비진을 끌어올리고 강력한 전방 압박 전략을 구사했고 대구의 수비는 흔들렸다. 이때 조현우는 선수들의 위치를 직접 지시하는등 수비조율을 통해 수비진들의 위치선정과 대인방어에 실수가 없도록 했다는 평가를 받았다. 또한 그는 이날 경기에서 정교한 킥을 구사하여 후반 11분 한승엽에게 연결하여 찬스를 만드는 데 기여했다. 이런 조현우의 정교한 킥에 당성증 감독은 "카운터 어택에 능한 선수"라고 평가했다. 4월 20일 FC 서울과의 경기에서 주전 골키퍼로 발탁된 그는 4골을 실점했다.
대구 FC의 감독 당성증은 자신의 후임을 백종철 전 부산 아이파크 수석 코치로 정한 가운데 4 – 0으로 패배한 FC 서울과의 경기를 끝으로 6개월 만에 자진 사퇴 의사를 밝혔다. 경남 FC에게 0 – 0으로 비기면서 이듬해 K리그 챌린지로 강등되었다.

#### 2014 시즌
대구 FC는 태국으로 전지훈련을 떠났다. 2013년 양쪽 무릎 연골이 찢어졌던 부상에 대해 양쪽 무릎 연골을 제거하는 수술을 받아 병역면제를 받았다고 대한민국에 알려져 있었으나 4급 보충역 판정을 받았다. 8월 17일 수원 FC와의 경기에는 부상에서 돌아온 출전한 가운데 전반 28분 수원의 김서준이 올린 코너킥을 수비수 김창훈이 헤딩해 성공시키면서 첫 골을 내줬고 후반 23분 대구의 김주빈이 걷어낸 것이 김서준에게 연결되었고 김서준이 크로스한 것을 정민우가 가슴으로 넣으면서 한 골을 내줬다. 하지만 팀은 4 – 2로 승리하면서 4위를 기록했다. 9월 6일 고양 HI FC와 대구 FC의 경기에서 주전으로 나섰으나 후반 30분 팀이 내준 페널티 킥을 막지 못하며 1 – 0으로 패했다. 27일 2014년 승강 플레이오프 준결승을 앞두고 대전 시티즌과의 경기에서 대구는 대전을 밀어붙이고 대전은 이에 역습을 하는 방향으로 경기가 진행되었다. 대전에게 주어진 여러 차례 역습 상황에서 수비진과 함께 선방하며 실점 위기를 넘겼다. 황순민의 왼발 코너킥을 조나이 헤딩슛으로 연결하면서 팀은 1 – 0으로 승리했다. 11월 16일 FC 안양과의 경기가 2 – 2 무승부로 끝나면서 팀은 7위로 시즌을 마쳤다.

#### 2015 시즌
2월 5일 키프로스로 떠난 전지훈련에서 가진 리투아니아 A 리가 FK 크루오야 파크루오이스와의 경기에서 전반전에서 1실점하였고 후반전에 이양종과 교체된 가운데 팀은 2 – 1로 승리하였다. 7일 FK 아틀란타스와의 경기에선 2실점하면서 2 – 2로 무승부했다. 14일 세르비아 세르비아 수페르리가 FK 추카리치키와의 경기에서도 주전으로 뛰었다. 전반 3분 선제골을 내준 가운데 이고르 마티치가 23m 거리에서 찬 프리킥이 골대를 맞은 다음  몸을 맞아 들어갔다. 후반 30분 역습상황에서 페타르 보이치가 쐐기골을 넣었고 팀은 1 – 3으로 패했다.
2013년과 2014년 동안 K리그 챌린지에서 대구 FC의 주전 골키퍼를 두고 이양종과 경쟁했다. 2013년에는 이양종이 24경기, 14경기를 뛰었으며 2014년에는 이양종이 19경기. 15경기로 주전 골키퍼 자리를 두고 경쟁했다. 2015년이 되어서 주전 골키퍼 자리를 맡을 수 있었다. 5월 9일 상주 상무와의 경기에서 전반 26분 상무 이정협이 얻은 프리킥을 한상운이 차 수비에 굴절되었으나 몸을 날려 막아내었고 팀은 2 – 0으로 승리하여 K리그 챌린지 1위가 되었다. K리그 챌린지 선수로는 유일하게 국가대표 선수로 발탁된 가운데, 대구 FC는 2015년 승강 플레이오프에서 수원 FC를 만나 경기를 치렀다. 에델, 이종성, 류재문이 경고 누적으로, 조나탄, 세르징요가 부상으로 경기에 참여하지 못한 가운데 전반 18분 대구의 왼쪽 진영을 가른 수원의 패스가 가운데로 이어졌고 여러 차례 이뤄진 슈팅을 조현우가 막았으나 결국 마지막 슛이 골이 되었다. 전반 40분 좌측에서 문기한이 올려준 크로스를 노병준이 발리슛으로 연결하여 팀이 득점하였으나 후반 35분 자파가 넣은 골로 1 – 2로 패배하면서 대구 FC는 승강 플레이오프 진출에 실패하여 K리그 클래식 진출이 좌절되었다.
그는 K리그 챌린지에서 41경기 49실점의 성적을 기록했고 12월 1일 K리그 챌린지 전 경기에 출장한 조현우는 같은 팀의 조나탄과 함께 각각 베스트 GK, 득점왕으로 선정되었다.

#### 2016 시즌
1월 25일 조현우가 포함된 가운데 팀은 중화인민공화국 윈난성 쿤밍으로 전지훈련을 떠났고 2월 16일 쿤밍에서 가진 대구-전훈공동취재단과의 인터뷰에서 "올해 목표는 당시 국가대표팀 발탁이 우연이 아니라는 사실을 증명하는 것"이라고 말하면서 2016 시즌에서 팀을 K리그 클래식으로 승격시킬 것을 약속했다. 또한 "보다 발전해야 2부 리그 선수를 국가대표로 뽑아줄 것 아니냐"라며 "최소한 0점대 방어율, 무실점은 20경기는 해야한다"라고 덫붙였다. 앞서 그를 국가대표 명단에 포함시킨 울리 슈틸리케는 조현우를 "언젠간 도움이 될 것이라 판단했던 선수"라고 평가했다.
10월 1일 안산 무궁화 FC전을 통해 프로통산 100경기 출전을 달성하였다.

#### 2017 시즌
2016년 대구가 K리그 클래식으로 승격된 가운데, 남해 전지 훈련을 마친 2017년 1월 6일, 팀은 중화인민공화국 쿤밍으로 전지 훈련을 떠났다. 2월 11일 남해에서의 전지훈련에서 조현우는 허난 젠예와의 연습 경기 중 상대 공격수와 충돌하여 발목이 꺾이는 부상을 입었다. 미드필더진에서 거친 몸 싸움과 태클이 반복되는 가운데 그가 문전에서 공을 잡는 과정에서 부상을 입은 것이다. 이에 허난 젠예 선수단은 심판 판정에 대한 불만으로 선수단 철수를 선언하며 경기가 중단되었다. 부상으로 수술은 하지 않게 되었으나 조현우는 3주 동안 경기에 참여하지 못하게 되었다. 같은 팀 골키퍼로 이양종이 있었으나 조현우에 비해 안정감이 떨어진다는 평가를 받았다.
7월 29일 베트남 22세 이하 대표팀과 K리그 올스타와의 경기가 열린 가운데 전반 울산 현대의 김용대의 뒤를 이어 후반 골키퍼를 맡은 조현우는 팀의 단순한 공격 전개와 부정확한 패스로 밀리고 있는 상황에서 골문 구석으로 찬 중거리 슈팅, 측면에서의 오른발 슈팅 등을 막아내었고 후반 22분 상대의 오른발 슈팅을 손 끝으로 쳐내었다. 하지만 후반 25분 오른쪽 측면에서 찬 오른발 슈팅이 조현우의 다리 사이를 통과해 들어가면서 팀은 1 – 0으로 패했다.
K리그 클래식 베스트 11에 선정되면서 2015 시즌과 2016 시즌 K리그 챌린지, 2017 시즌 K리그 클래식에서 3년 연속 베스트 11 골키퍼에 선정되었다.

#### 2018 시즌
팀이 중국 쿤밍으로 전지훈련을 떠난 가운데 조현우는 1월 20일 귀국하여 22일 대한민국 축구 국가대표팀의 튀르키예 전지훈련에 참가하게 되었다. 27일 대구 FC 감독 안드레, 홍승현과 함께 미디어데이에 참석한 가운데 지난해와 마찬가지로 수비 무실점 경기를 늘려 2018년 K리그 클래식 베스트 11의 골키퍼 부문을 수상하는 목표를 밝히기도 했다.
3월 17일 3라운드 인천 유나이티드과의 경기에서 전반 3분 한희훈의 실수로 문선민과의 1 – 1상황이 있었으나 손끝으로 쳐냈고 전반 17분 코너킥 상황에서 선방하였으나 양팀은 점수를 내지 못하고 무승부로 끝이 났다.
4월 7일 경남과의 경기에서는 전반 18분 코너킥에서 홍정훈이 넣은 골로 앞서갔다. 후반 5분 올라온 코너킥을 조현우가 선방한 뒤 10분 상대편 공격수 말컹과 경합과정에서 충돌했으나 부상은 입지 않았다. 하지만 프리킥이라는 세트피스 상황에서 말컹이 떨군 공을 배기종이 밀어넣는 걸 막지 못하며 실점했다. 이후 대구의 페널티 킥 상황에서 같은 팀 세징야의 슈팅이 골대 위를 향하면서 경기는 1 – 1로 마무리되었다.
대구 FC의 FA컵 우승을 이끌어냈다.
그 후, 조현우는 이 해 처음 제정된 피파 온라인 4 최고 인기상을 수상한데 이어 2018 K리그 베스트 11 GK부문에 선정되어 4시즌 연속 최우수 골키퍼로 선정되었다.

### 울산 HD

#### 2020 시즌
2019 시즌 후 FA자격을 얻은 조현우는 기초 군사훈련을 이수한 후, 1월 20일에 울산 현대로 이적하였다. 일본 리그 레이솔로 이적한 김승규의 자리를 대신하여 뛰게 된 조현우는 전 경기-전 시간 출전을 달성하여 K리그 특별상을 수상하였고, K리그 베스트 11 골키퍼 부문에 선정되었다. 울산의 시즌 첫 경기인 2월 11일 열린 FC 도쿄와의 AFC 챔피언스리그 조별리그 1차전 경기에서는 조수혁이 출전함에 따라 벤치를 지켰다. 
조현우는 국가대표팀 평가전을 위해 오스트리아를 방문한 시기에 코로나 양성 판정을 받았다. 재검사 여부에 따라 AFC 챔피언스리그 참가 여부가 갈리게 되었지만, 조현우는 격리 상태에서 겪었던 심리적 어려움을 들어 자신의 상황을 코칭스태프와 구단에게 설명했다. 따라서 음성 판정이 나온 이후에도 울산 구단은 카타르에서 조현우를 차출하지 않기로 결정했고 울산 현대의 토너먼트 골키퍼는 조수혁이 맡게 되었다. 울산 현대는 페르세폴리스와의 결승전에서 승리하면서 우승을 차지했고, 코로나 바이러스 감염으로 참가하지 못한 그를 위해 조수혁은 조현우의 유니폼을 들고 우승 세레모니를 보여줬다.

#### 2021 시즌
울산 현대가 아시아 챔피언스리그에서 우승하면서 클럽월드컵에 참가할 기회가 주어졌고, 조현우는 아시안 챔피언스 리그에서 뛰지 못한 아쉬움을 클럽월드컵에서 만회하겠다는 의지를 내비쳤다. 그 후, 조현우는 2월에 열렸던 클럽 월드컵에서 주전으로 복귀했지만, 팀은 6위에 그쳤다.
전경기-전시간 출전상 수상함과 동시에 5년 연속 K리그 베스트 11 GK 부문에 선정되었다.

#### 2022 시즌
조현우는 국가대표 차출과 9월 14일에 인천 원정에서 입은 왼쪽 무릎 부상 등으로 인한 공백에도 불구하고, 울산의 골문을 잘 지켜 팀을 17년 만에 우승에 일조하였다. 10월 24일에 있었던 K리그 시상식에서 베스트11 골키퍼 부문 상을 받으며 K리그1 6회로 레전드 골키퍼 신의손과 같이 공동 1위가 되었고 K리그2까지 포함하면 8시즌 연속해서 골키퍼 상을 받았다.

#### 2023 시즌
7월 11일에 울산과 4년 재계약을 맺었다.
그리고 지난 시즌에 이어 이번 시즌에도 리그 2연패 달성하였으며, 7회 연속 K리그 베스트 11 GK 부문에 선정되었다.

#### 2024 시즌
울산의 K리그 3연패 달성하였고, 전 경기-전 시간 출전상과 베스트 11 GK 부문을 수상 받았으며, 이운재 이후로 16년 만에 K리그 MVP를 수상 받았다.

## 국가대표팀 경력
대한민국 U-19, U-20, U-21 대표팀에서 골키퍼로 활동했었으며 2015년 11월 2일 경기당 실점 1.13점을 기록하며 울리 슈틸리케 감독에 의해 K리그 챌린지 선수로는 유일하게 국가대표팀 선수로 발탁되었다. 등번호는 23번으로 러시아 월드컵 예선 라오스, 미얀마전 대한민국 대표팀 명단에 포함되었으나, 경기에는 출전 하지 못하였다.
주전 골키퍼 김승규의 부상 때문에 2017년 11월 14일 열린 세르비아와의 평가전에서 A매치 데뷔전을 치를 수 있었던 조현우는 후반 27분 아뎀 랴이치의 프리킥 슛을 막아내는 등, 빌드업, 공중볼, 선방 능력에서 좋은 평가를 받았다. EAFF E-1 풋볼 챔피언십에 국가대표로 선발되었고, 좋은 모습을 보여주며 대회 최고의 GK상을 수상했다. 기존의 주전 골키퍼 김승규가 발목 부상으로 엔트리에서 제외되고 중국과의 1차전에서 조현우 대신 골키퍼 주전을 지킨 김진현은 2골을 허용하고 3번의 결정적인 슛을 막아냈다. 수비진의 실책을 고려할 때 김진현의 책임만을 물을 수 없는 상황이었으나 신태용 감독은 조선민주주의인민공화국과의 2차전에 조현우를 주전 골키퍼로 기용했다.

### 2018년 FIFA 월드컵
국가대표팀으로 발탁되며 대구 FC 소속 선수로는 최초로 월드컵에 출전하게 됐다. FIFA 월드컵에서는 김승규를 벤치로 밀어내고 3경기에 모두 출장했다. 조별리그 첫 경기에서 수차례 선방으로 주목받았으나, 스웨덴과 멕시코의 페널티 킥은 막아내지 못했다. 6월 18일 스웨덴과의 경기에서 전반 21분 장현수가 마르쿠스 베리를 놓친 가운데 마르쿠스 베리와의 1:1 상황에서 조현우는 빠르게 뛰어나오며 이를 막아내었다. 후반 10분 스웨덴의 세트피스 상황에서 스웨덴 공격수의 헤딩슛을 막아내었으나 후반 20분 김민우가 빅토르 클라에손을 태클하는 과정에서 나온 페널티킥은 막아내지 못했다. 이 날 FIFA는 최우수 선수로 스웨덴의 안드레아스 그랑크비스트를 꼽았으나 영국 BBC는 조현우를 선정하며 한국 선수들 중 가장 높은 평점을 부여했다. 이에 대해 리버풀 FC의 팬들은 조현우를 독일 출신 리버풀 골키퍼인 로리스 카리우스와 교체해야 한다고 주장했다. 영국 축구 매체인 HITC는 "이런 조현우의 놀라운 활약상은 어느 한 클럽 팬들의 영입욕구를 자아내기 충분했다. 리버풀 팬들은 소셜 미디어를 통해 주전 골키퍼 로리스 카리우스를 조현우와 교체하라고 주장하고 있다. 이런 충격적인 조현우의 활약상은 카리우스 보다 낫다고 판단되기 때문"이라고 전했다. 영국의 스포츠 매체인 스카이 스포츠는 트위터를 통해 "마르쿠스 베리가 두 번의 골 기회를 잡았으나 조현우 앞에서 골의 기회를 잡지 못했다"고 전했다.

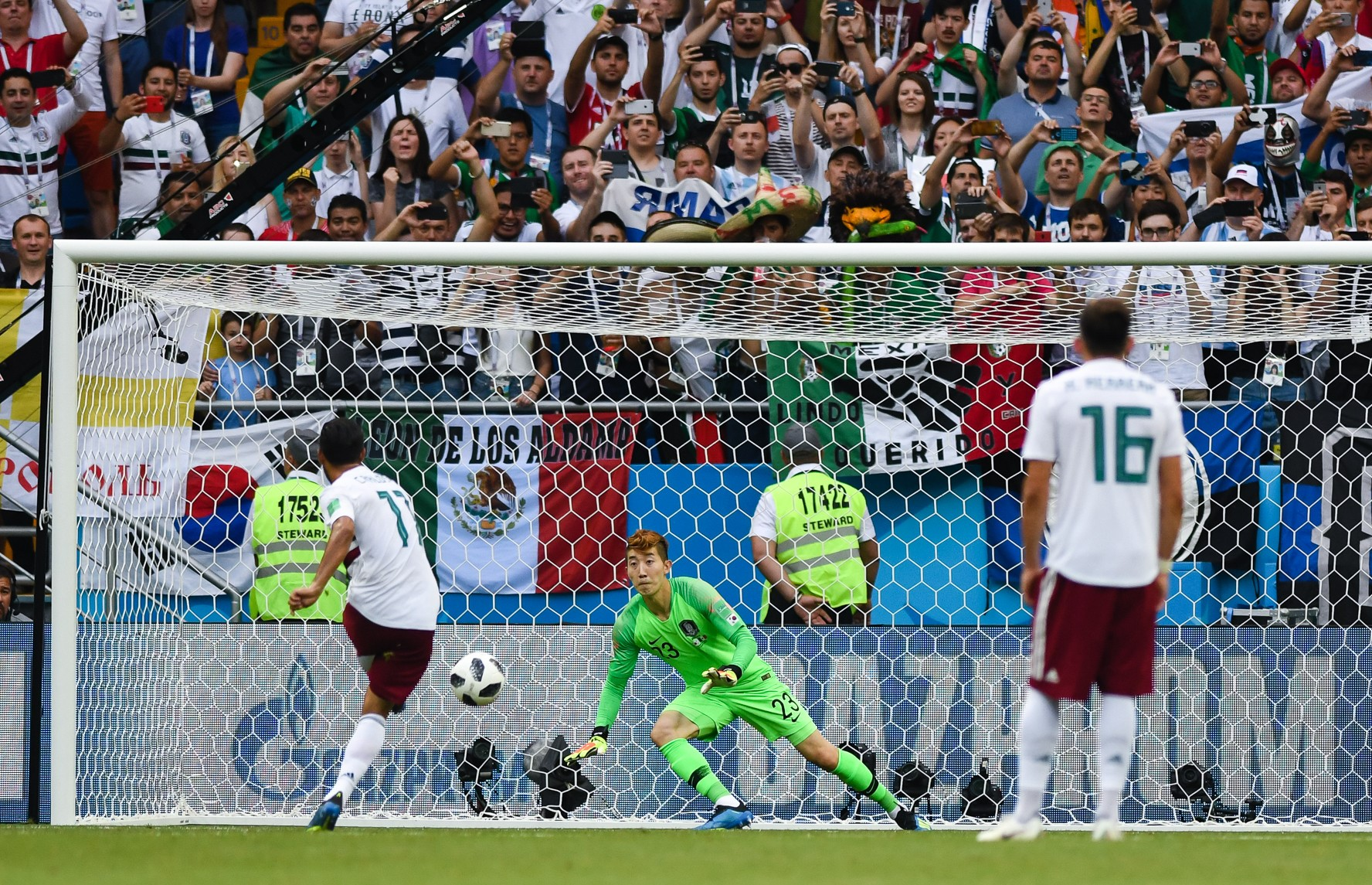
카를로스 벨라의 페널티 킥을 방어하려는 조현우.

대한민국이 멕시코에 패배한 가운데 대한민국이 16강에 진출할 수 있는 유일한 방법은 FIFA 랭킹 1위 독일을 2골차로 이기는 동시에 멕시코가 스웨덴에 승리하는 것이었다. 하지만 영국의 도박회사 래드브룩스는 대한민국이 독일을 2 – 0으로 이기는 것보다 독일이 대한민국을 7 – 0으로 이길 가능성이 더 높다는 평가를 내렸다. 영국의 BET365 또한 대한민국의 2 – 0 승리 확률을 1/80, 독일의 7 – 0 승리 확률을 1/66으로 예측하여 독일이 7 – 0 승리를 하는 것이 더 가능성이 크다고 보았다. 이에 조현우는 멕시코전에서 결정적인 실수로 페널티킥을 내준 장현수를 격려하며 "장현수는 누구보다 분석을 많이 하고 열심히 하는 선수"라며 "비난보다는 끝까지 격려를 해주시면 장현수 선수가 더 자신감을 가지고 좋은 모습으로 나올 것이라고 생각한다"라고 말했다. 또한 "죽기 살기로 해서 끝까지 최선을 다하겠다"라며 마지막 남은 독일전에 대한 각오를 남겼다.
앞서 19일 독일의 골키퍼 마누엘 노이어는 멕시코에 패한 이후 "이 시점부터 독일은 모든 경기에서 결승전처럼 뛸 것이다. 스웨덴과 한국전에서 독일 축구의 힘을 보여주겠다"라고 각오를 드러냈다. 독일은 압도적인 전력으로 멕시코와 스웨덴을 상대로 2승을 거둔 뒤 대한민국을 상대하는 3차전에선 힘을 뺄 예정이었다. 하지만 멕시코에 패하면서 독일 또한 16강 진출을 위해 총력전을 펼쳐야 하는 상황이 되었던 것이다. 한국은 16강에 가기 위해 2골 차 이상 승리가 필요했는데, 독일 입장에서 통일 이후 월드컵 본선에서 2골 차 이상으로 패배한 적이 있는 상대는 크로아티아와 브라질, 이탈리아 세 나라였다. 또한 독일은 월드컵에서 5차례 아시아 국가와 경기를 치른 가운데 아시아 국가에 진 적이 없었다.
결국 27일 카잔 아레나에서 열린 독일과 대한민국의 경기에서 조현우는 주전 골키퍼로 발탁되었다. 전반 21분 요주아 키미히가 올린 슈팅을 공중에서 처리하였고, 전반 38분 페널티 박스 안에서 마츠 후멜스의 슛을 몸으로 막아내었다. 후반 3분 요주아 키미히가 올린 크로스를 레온 고레츠카가 헤딩으로 연결하였으나 조현우가 몸을 날려 이를 막아내었다. 독일 감독 요아힘 뢰프는 미드필더인 후반 13분, 후반 18분 사미 케디라와 레온 고레츠카를 빼고 공격수 마리오 고메스와 토마스 뮐러를 투입했다. 역습을 감수하고서라도 공격으로 점수를 내겠다는 의도였다. 후반 21분 요주아 키미히가 오른쪽에서 올린 낮은 크로스에 마리오 고메스가 헤딩을 시도했으나 조현우는 이를 잡아내었고, 후반 39분 수비진이 와해된 사이 독일의 요나스 헥토르가 걷어찬 볼을 조현우가 잡아내었다. 후반 42분에도 토니 크로스가 슈팅을 날렸으나 조현우에 의해 가로막혔다.
대한민국은 후반 추가 시간 2분 오른쪽 코너킥 기회를 얻어 김영권이 왼발로 볼을 차넣었으나 오프사이드가 선언되었다. 하지만 VAR 판정 결과 토니 크로스가 건드린 공이 김영권에게 전달된 것이 확인되어 오프사이드가 무효가 되고 골이 인정되었다. 이어 독일은 노이어를 공격에 가담시키면서 수적 우위를 찾으려 했으나 노이어의 공을 뺏은 주세종이 찬 크로스를 손흥민이 빈 골문으로 차넣으면서 2 – 0이 되었다. 종료 직전인 후반 추가 시간 7분에도 율리안 브란트가 오른발 슛을 날렸으나 조현우가 몸을 날려 막았다. "독일전에 승리해 기뻤지만, 이내 우리가 16강에 올라가지 못했다는 사실을 알았다"라면서 "너무 슬퍼서 동료들과 함께 눈물을 흘렸다"라고 했다. FIFA는 이 날 최고의 선수인 맨 오브 더 매치으로 조현우를 뽑았으며 BBC는 이 날 조현우에게 최고 평점인 8.85점을 부여하며 조현우를 이 날의 선수(Player of the match)로 뽑았다.
독일과 대한민국의 경기에서 대한민국의 2 – 0 승리로 대한민국은 월드컵에서 아시아 최초로 독일을 꺾은 나라가 되었으며 독일을 상대로 2골차 이상 승리를 거둔 4번째 나라가 되었다. 해설가 리쉬 로샨 라이는 트위터를 통해 '조현우가 여전히 대구에서 뛰느냐. 그는 리버풀의 골키퍼 문제를 풀어줄 답이다. 농담이 아니라 그는 최고'라 말했고 미국의 여자 골키퍼 호프 솔로도 '한국과 조현우의 감명 깊은 경기에 큰 존경을 보내며 오늘 눈물을 흘렸다'라면서 '내가 왜 축구를 사랑하는지를 떠올리게 해줘 고맙다'라고 말했다. 6월 28일 대구 FC가 공식 페이스북에 경기 직후 조현우의 인터뷰 영상과 함께 "이 사랑스런 선수를 우리가 어떻게 따뜻하게 맞아주면 좋을지, 어떤 환영식을 열어주면 좋을지 팬 여러분의 의견을 댓글로 주세요."라는 게시물을 올린 가운데 스페인의 골키퍼인 다비드 데 헤아가 좋아요를 눌러 관심을 드러내기도 했다.

### 2018년 아시안 게임
월드컵에서 보여 준 좋은 모습에 힘입어, 조현우는 아시안 게임을 앞두고 손흥민, 황의조와 함께 U-23 축구대표팀의 와일드카드 선수로 선발됐다. 바레인과의 E조 예선전에서 주전 골키퍼를 맡았다. 바레인전에서 수비수 김민재가 빠진 후 수비가 불안한 장면이 2차례 나왔지만 조현우는 안정적으로 잘 처리했고 무실점으로 경기를 마쳤다.
말레이시아와의 예선 2차전에서 김학범 감독은 조현우를 비롯한 6명의 선수를 교체하고 골키퍼 자리에 조현우 대신 송범근을 배치했다. 4일 동안 두 번의 경기를 치러야 하는 상황에서 체력 안배를 위한 로테이션은 어쩔 수 없는 선택이었으나 체력 소모가 상대적으로 적은 골키퍼를 교체한 것에 대해서는 아쉬움이 있다는 평가가 있었다. 조현우 대신 뛰게 된 송범근은 조현우하고 실력 차이가 너무 나서 경기 패배 요인이 되었다. 황의조가 후반 추가시간 골을 넣었으나 이날 대한민국은 말레이시아에 2 – 1로 패하였다. 이 날 경기로 조 1위가 되지 못하면서 16강전에서 이란이나 사우디아라비아를 만날 수도 있는 부담이 생겼다.
16강전인 이란전에 선발 출전했으나, 무릎 부종으로 후반전에 송범근과 교대했다. 이후 8강전인 우즈베키스탄전에는 결장했다. 하지만 송범근의 기량이 좋지 못하자 준결승전인 베트남전부터 복귀하여 주전 골키퍼를 맡았고, 한일전인 결승전에서 대한민국이 일본을 꺾고 금메달을 획득함에 따라 손흥민, 황의조 등과 함께 극적으로 병역특례를 받게 됐다.

### 2019년 AFC 아시안컵
조현우는 AFC 아시안컵에서 한 번도 뛰지 못했다. 이는 빌드업을 중요시한 파울루 벤투 감독의 판단으로, 발기술이 조현우보다 좋은 김승규를 씀으로써 공격수에게 공을 전달하는 빌드업을 구사하려는 의도였다. 벤투 감독은 골키퍼나 수비수도 빌드업에 적극적으로 참여하는 축구를 구사하고 싶어 했다. 김승규는 비셀 고베에서부터 후방 빌드업에 익숙한 선수였고 김승규는 그에 걸맞은 선수였던 것이다. 벤투 감독이 부임한 이후 첫 번째 가진 평가전인 코스타리카와의 경기에선 김승규가, 칠레와의 경기에선 김진현이, 9월 평가전에서는 조현우가 뛸 예정이었으나 부상으로 송범근이 뛰게 되었다. 우루과이와의 경기에선 김승규가 주전 자리를 맡으면서 7번의 A매치 중 4번을 김승규, 2번을 조현우가 뛰게 되었다.
이런 가운데 김승규가 아시안컵 때 골키퍼로 뛰게 되었고, 대한민국은 8강에서 카타르에 패했다. 김승규가 가장 많은 볼터치를 한 골키퍼가 될 때 점유율과 빌드업에 대한 벤투 감독의 집착은 백패스의 남발로 이어졌고, 중원과 공격 진영에서는 오히려 패스 미스가 나 공격 기회를 잡지 못하는 상황으로 이어졌다. 골키퍼가 손으로 상대방의 공격을 막는다면 벤투 감독은 패스 능력을 가진 발에 집중했고, 그 결과 조현우는 세컨드 골키퍼로 밀릴 수밖에 없었다. 그리고 이는 2022년 FIFA 월드컵에서 조현우가 김승규에게 밀려 모든 경기에 나오지 못하고 벤치를 지키는 원인이 된다.

## 예능 출현 이력
- 2018년 7월 11일 MBC 《황금어장 라디오스타》 573회

- 2022년 1월 10일, 1월 17일 E채널 《노는브로》 21~22회
- 2022년 2월 13일, 2월 20일 JTBC 《뭉쳐야 찬다2》- 게스트
- 2022년 4월 JTBC 《딸도둑들》

## 개인사
경북대학교 연구원이던 지금의 아내인 이희영과 교제했으며, 2016년 10월 1일 대구스타디움에서 그는 자신의 프로통산 100경기에 출장해 전반 종료 후 100경기 기념행사에서 이희영에게 프로포즈를 했다. 같은 해 12월 이희영과 결혼하였고 딸인 조하린은 2017년 8월 태어났다. 하지만 조현우가 월드컵을 통해 크게 주목받게 되면서 이희영의 SNS에 찾아온 일부 네티즌들이 그의 외모를 지적하고 딸 조하린에 대한 악성 댓글을 작성했다. 이에 대해 심적 부담을 느낀 그녀는 딸을 위해 700개의 게시물 중 4개의 게시물만을 남기고 모두 삭제했다. 이에 이희영은 인스타그램을 통해 "아기에 대한 안 좋은 댓글들을 건너 건너 듣게 되면서 아기가 나중에 글씨를 알게 되면 상처가 될까 700개 정도의 수 년간 일상을 담은 일기와 같은 것들을 지우게 됐다"라며 "몇 년간 추억의 공간이었는데 아기는 아무것도 모르기에 아기를 보면서 마음이 아팠다"라고 심경을 밝혔다. 결국 2018년 6월 23일 조현우와 이희영은 인스타그램 계정을 삭제했다. 현재는 아내가 가족계정을 운영중이다.
대구 FC에서 활동할 당시에는 처가가 있는 경상북도 포항시에서 거주했다.
2019년 12월 23일에 4주 기초 군사훈련을 받으러 입소했다. 훈련을 받을 즈음에 그는 대구 FC와 계약이 만료된 상태였고, 훈련을 수료한 뒤 울산 현대로 이적했다.

## 통산 기록

### 구단
2023년 12월 1일 기준
| 구단    | 시즌 | 리그   | 리그 | 리그 | FA컵 | FA컵 | ACL  | ACL  | 기타 | 기타 | 합계 | 합계 |
| 구단    | 시즌 | 디비젼 | 경기 | 실점 | 경기 | 실점 | 경기 | 실점 | 경기 | 실점 | 경기 | 실점 |
| ------- | ---- | ------ | ---- | ---- | ---- | ---- | ---- | ---- | ---- | ---- | ---- | ---- |
| 대구 FC | 2013 | K리그1 | 14   | 22   | 0    | 0    | —    | —    | —    | —    | 14   | 22   |
| 대구 FC | 2014 | K리그2 | 15   | 21   | 0    | 0    | —    | —    | —    | —    | 15   | 21   |
| 대구 FC | 2015 | K리그2 | 41   | 49   | 2    | 3    | —    | —    | —    | —    | 43   | 52   |
| 대구 FC | 2016 | K리그2 | 39   | 35   | 2    | 5    | —    | —    | —    | —    | 41   | 40   |
| 대구 FC | 2017 | K리그1 | 35   | 48   | 1    | 2    | —    | —    | —    | —    | 36   | 50   |
| 대구 FC | 2018 | K리그1 | 28   | 42   | 4    | 3    | —    | —    | —    | —    | 32   | 45   |
| 대구 FC | 2019 | K리그1 | 38   | 34   | 0    | 0    | 6    | 6    | —    | —    | 44   | 40   |
| 울산 HD | 2020 | K리그1 | 27   | 23   | 5    | 4    | 0    | 0    | —    | —    | 32   | 27   |
| 울산 HD | 2021 | K리그1 | 38   | 41   | 1    | 2    | 8    | 3    | 2    | 5    | 49   | 51   |
| 울산 HD | 2022 | K리그1 | 36   | 33   | 1    | 2    | 6    | 7    | —    | —    | 43   | 42   |
| 울산 HD | 2023 | K리그1 | 35   | 38   | 1    | 1    | 4    | 6    | —    | —    | 40   | 45   |
| 합계    | 합계 | 합계   | 346  | 386  | 17   | 22   | 24   | 22   | 2    | 5    | 389  | 435  |
| [ 93 ]  |      |        |      |      |      |      |      |      |      |      |      |      |

1. ↑  2020 FIFA 클럽 월드컵

### 국가대표팀
2025년 7월 15일 기준
| 국가대표 | 연도 | 경기 | 실점 |
| -------- | ---- | ---- | ---- |
| 대한민국 |      |      |      |
| 2017     | 3    | 2    |      |
| 2018     | 8    | 7    |      |
| 2019     | 5    | 5    |      |
| 2021     | 2    | 2    |      |
| 2022     | 4    | 7    |      |
| 2023     | 2    | 2    |      |
| 2024     | 15   | 15   |      |
| 2025     | 5    | 3    |      |
| 합계     | 합계 | 44   | 43   |
| [ 94 ]   |      |      |      |

## 수상 내역
대구 FC
- 코리아컵: 2018

울산 HD
- K리그1: 2022, 2023, 2024
- AFC 챔피언스 리그: 2020

대한민국
- EAFF E-1 풋볼 챔피언십: 2017, 2019
- 아시안 게임 축구 금메달: 2018

개인
- K리그2 베스트 11: 2015, 2016
- K리그1 베스트 11: 2017, 2018, 2019, 2020, 2021, 2022, 2023[95], 2024[3]
- EAFF E-1 풋볼 챔피언십 최우수 골키퍼: 2017
- 2018년 FIFA 월드컵 맨 오브 더 매치: vs. 독일 (조별리그)
- 월드컵을 빛낸 뉴 슈퍼스타: 2018
- 피파온라인4 최고 인기상
- K리그 특별상(전 경기 전 시간 출장) : 2020, 2021, 2024
- AFC 챔피언스 리그 올스타팀 35인: 2021년
- K리그1 MVP : 2024[3]